# Баруфини (Сондрио)
Баруфини је насеље у Италији у округу Сондрио, региону Ломбардија.
Према процени из 2011. у насељу је живело 204 становника. Насеље се налази на надморској висини од 865 м.